# Da Vinci Bank
Koordinaten: 77° 30′ S, 34° 30′ W
Da Vinci Bank (englisch, vormals Vinci Bank) ist eine mindestens 300 m unter dem Meeresspiegel liegende Bank im Weddell-Meer vor der Küste des ostantarktischen Coatslands.
Benannt ist die Formation auf Vorschlag des Vermessungsingenieurs und Glaziologen Heinrich Hinze vom Alfred-Wegener-Institut nach dem italienischen Universalgelehrten Leonardo da Vinci (1452–1519). Die Benennung wurde im November 2005 durch das US-amerikanische Advisory Committee on Undersea Features (ACUF) bestätigt.